# 隋永宁陵
永宁陵，位于河南省洛阳市洛宁县东宋乡郭村东南方的荞麦山上，据明嘉靖三十四年《河南通志》载：“炀帝陵在永宁县东北，炀帝崩于江都，唐太宗迁葬于此。”则此墓为隋炀帝之墓。永宁陵现存墓冢高30米，周长80米，面积2500平方米。扬州的隋炀帝墓被发现后，洛阳市相关专家对洛宁的“隋炀帝墓”的墓主说法不一：有人认为此墓可能是隋炀帝之孙皇泰主为祖父建造的衣冠冢，也有学者提出，这座墓可能是陈后主墓。